# Tetrapisispora phaffii
Tetrapisispora phaffii är en svampart som först beskrevs av Van der Walt, och fick sitt nu gällande namn av Ueda-Nishim. & Mikata 1999. Tetrapisispora phaffii ingår i släktet Tetrapisispora och familjen Saccharomycetaceae.   Inga underarter finns listade i Catalogue of Life.